# Friedrich Michaelis (Politiker)
Friedrich Michaelis (auch: Fritz Michaelis; geboren 24. April 1887 in Osnabrück; gestorben 29. Juni 1969 in Hannover) war ein deutscher Schlosser, Eisenbahn-Werkmeister, Lokomotivführer und Kommunalpolitiker und Opfer der NS-Justiz.

## Leben
Der 1887 im heutigen Osnabrücker Stadtteil Gretesch geborene Fritz Michaelis durchlief nach dem Besuch der Volksschule eine Schlosserlehre in Osnabrück. Anschließend arbeitete er als Schlosser in der Reichsbahn-Hauptwerkstätte Osnabrück, in der er zum Oberwerksmeister aufstieg.
Nach seinem Beitritt zur SPD heiratete er 1914 Adelgunde Steinmeier; das Ehepaar bekam vier Kinder. Während des Ersten Weltkrieges wirkte Michaelis von 1914 bis 1916 als Pionier und Lokomotivführer bei einem Regiment der Eisenbahn-Truppen. Zur Zeit der Weimarer Republik wurde Friedrich Michaelis 1926 in das Reichsbahn-Ausbesserungswerk Hannover versetzt. Zudem übernahm er die Aufgaben des Abteilungsleiters des SPD-Ortsvereins Hannover-Ledeburg.
Nach der Machtergreifung durch die Nationalsozialisten wurde Michalis 1933 von SA-Leuten misshandelt. Im Folgejahr 1934 wurde er aus dem Bahndienst entlassen. 1938 erhielt Fritz Michaelis in Hannover eine Anstellung als Schlosser bei der Westinghouse Bremsengesellschaft. 1939 wurde er nach einer Denunziation verhaftet und vom Sondergericht Hannover zu einer Haftstrafe von einem Jahr Gefängnis verurteilt. Während des Zweiten Weltkrieges verschleppten ihn die Nazis 1940 in das KZ Sachsenhausen, anschließend in die Konzentrationslager Dachau, Buchenwald und Bergen-Belsen. Nach der Befreiung durch Britische Truppen wurde Michaelis – inzwischen teilweise körperbehindert – am 30. April 1945 aus dem KZ Bergen-Belsen entlassen. Am 8. Mai 1945 traf er in Hannover ein, wo er anschließend wieder seine Tätigkeit als Oberwerkmeister im Ausbesserungswerk Hannover-Leinhausen aufnahm.
1960 wurde Friedrich Michaelis in den Ruhestand entlassen.

## Michaelisweg
1973 wurde im hannoverschen Stadtteil Ledeburg südlich der Spörckenstraße der Michaelisweg angelegt und nach dem Werkmeister und Kommunalpolitiker benannt.